# Altomáré Iván
Altomáré Iván (Szentendre, 1894. június 16. – Budapest, 1976. július 23.) magyar közgazdász, miniszter. 

## Életpályája
Az I. világháborúban katona volt. Az orosz fronton hadifogságba esett. Részt vett a fehérgárdisták elleni harcokban, majd századparancsnokként harcolt. Megsebesült és egészségi okokból leszerelték. 1926-tól az élelmiszeripar, cukoripar területén különböző gazdasági vezető beosztásokban dolgozott. Moszkvában közgazdasági akadémiát végzett. Mint tartalékos tisztet, 1941-ben behívták a Vörös Hadseregbe, ahol az 50. hadtest tüzérségi ellátó részlegének parancsnokává nevezték ki. 1942-ben kőolajügyi megbízott volt Ufában. A II. világháború után különböző gazdasági vezetői tisztségeket töltött be. Magyarországra való visszatérése után, 1948-ban, tagja lett az MDP-nek. A Tejipari Igazgatóságon, majd a Belkereskedelmi Minisztériumban dolgozott (1949–50), miniszteri osztályfőnök (1950), élelmezési miniszterhelyettes (1951), 1952. január 5-től nyugdíjazásáig (1956. július 30-áig) élelmezésipari miniszter volt.

### Kutatható iratanyaga
Miniszteri működési időszakából 1,33 iratfolyóméternyi (4 doboznyi és 17 kötetnyi), maradandó értékűnek minősített iratanyaga került az Országos Levéltár, mai nevén Magyar Nemzeti Levéltár Országos Levéltára őrizetébe, ahol az a XIX-K-6-s törzsszámon kutatható.

## Emlékezete
Sírja Budapesten a Farkasréti temetőben található. (12-1-1-78)